# ویدئوشناسی امینم

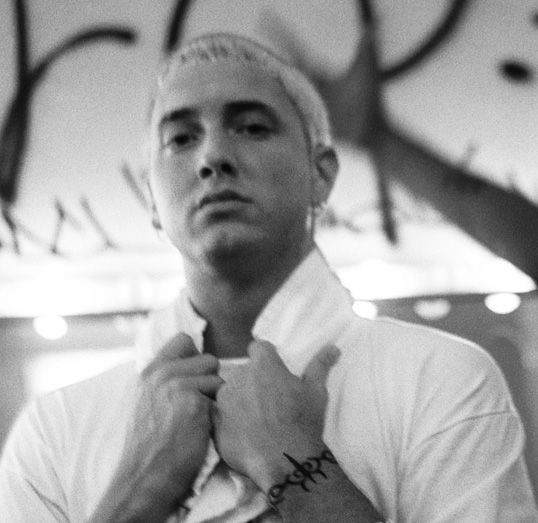
تصویری از امینم

امینم در طول دوره فعالیتش ۲۷ نماهنگ از خودش منتشر کرده‌است که برخی از آن‌ها جزو موفق‌ترین نماهنگ‌های جهان بوده‌اند. ویدئو کلیپ ترانه "دروغ گفتنت را دوست دارم" با حضور ریانا خواننده سبک ریتم و بلوز (R&B)، با ۶٫۶ میلیون بازدیدکننده در روز اول یک رکورد تاریخی در سایت یوتیوب به جا گذاشت.

## نماهنگ‌ها
| عنوان                     | سال  | کارگردان(ها)                    |
| ------------------------- | ---- | ------------------------------- |
| "فقط نده"                 | ۱۹۹۸ | دارن لاوت                       |
| "این اسم منه"             | ۱۹۹۹ | دکتر دره, فیلیپ جی اتول         |
| "وجدان گناه‌کار"           | ۱۹۹۹ | دکتر دره, فیلیپ جی اتول         |
| "نقش مدل"                 | ۱۹۹۹ | دکتر دره, فیلیپ جی اتول         |
| "اسلیم شیدی واقعی"        | ۲۰۰۰ | دکتر دره, فیلیپ جی اتول         |
| "این راه منه"             | ۲۰۰۰ | پل هانتر                        |
| "استن"                    | ۲۰۰۰ | دکتر دره, فیلیپ جی اتول         |
| "بدون من"                 | ۲۰۰۲ | جوزف خان                        |
| "پاک کردن خاطرات"         | ۲۰۰۲ | دکتر دره, فیلیپ جی اتول         |
| "خودت گم کن"              | ۲۰۰۲ | امینم, پل رزنبرگ, فیلیپ جی اتول |
| "سوپرمن"                  | ۲۰۰۳ | پل هانتر                        |
| "لحظه‌ای بخوان"            | ۲۰۰۳ | فیلیپ جی اتول ،جف گریپ          |
| "مش"                      | ۲۰۰۴ | این اینابا                      |
| "کافیه اینو از دست بدی"   | ۲۰۰۴ | فیلیپ جی اتول                   |
| "مثل سربازهای اسباب بازی" | ۲۰۰۴ | پروژه سالین                     |
| "مرغ مقلد"                | ۲۰۰۵ | امینم                           |
| "Ass Like That"           | ۲۰۰۵ | فیلیپ جی اتول                   |
| "وقتی من رفتم"            | ۲۰۰۵ | آنتونی ماندلر                   |
| "لرزش"                    | ۲۰۰۶ | پلیتز انیمیشن                   |
| "تو نمی‌شناسی"             | ۲۰۰۶ | پروژه سالین                     |
| "ما تو رو ساختیم"         | ۲۰۰۹ | جوزف خان                        |
| "3 a.m."                  | ۲۰۰۹ | سندروم                          |
| "زیبا"                    | ۲۰۰۹ | آنتونی ماندلر                   |
| "نمی‌ترسم"                 | ۲۰۱۰ | ریچ لی                          |
| "دروغ گفتنت را دوست دارم" | ۲۰۱۰ | جوزف خان                        |
| "عشق نه"                  | ۲۰۱۰ | کریس رابینسون                   |
| "فضای محدود"              | ۲۰۱۱ | جوزف خان                        |